# أندريس بالوب
أندريس بالوب كيرفيرا (بالإسبانية: Andrés Palop Cervera)‏، من مواليد 23 أكتوبر 1973 في فالنسيا في إسبانيا، لاعب كرة قدم إسباني.
بدأ مسيرته الكروية مع نادي فالنسيا في عام 1997، وفي عام 1997 انتقل إلى نادي فياريال، ولعب معهم حتى عام 1999، وشارك معهم في 35 مباراة، وفي عام 1999 انتقل إلى نادي فالنسيا، ولعب معهم حتى عام 2005، ولعب معهم 43 مباراة، ومنذ عام 2005 وهو يلعب مع نادي إشبيلية.

## وصلات خارجية
- أندريس بالوب على موقع ميوزك برينز (الإنجليزية)
- أندريس بالوب على موقع ديسكوغز (الإنجليزية)
- أندريس بالوب على موقع الاتحاد الأوربي (الإنجليزية)
- أندريس بالوب على موقع قاعدة بيانات كرة القدم.إي يو (الإنجليزية)
- أندريس بالوب على موقع بيانات كرة القدم. دي إي (الألمانية)
- أندريس بالوب على موقع Soccerway.com (الإنجليزية)
- أندريس بالوب على موقع عالم كرة القدم.نت (الإنجليزية)
- أندريس بالوب على موقع AS.com (الإسبانية)